# Христианство в Бенине
Христианство в Бенине — крупнейшая религия в стране.
По данным исследовательского центра Pew Research Center в 2010 году в Бенине проживало 4,73 млн христиан, которые составляли 53,4 % населения этой страны. Энциклопедия «Религии мира» Дж. Г. Мелтона оценивает долю христиан в 2010 году в 39,2 % (3,9 млн верующих).
Крупнейшими направлениями христианства в стране являются католицизм и протестантизм. В 2000 году в Бенине действовало 3,5 тыс. христианских церквей и мест богослужения, принадлежащих 42 различным христианским деноминациям.

## Протестантизм
В 1843 году в Бенине основана Методистская церковь.